# Sound Ancestors
Sound Ancestors è un album in studio del musicista statunitense Madlib, pubblicato nel 2021.

## Tracce
Testi e musiche di Otis Jackson e Kieran Hebden.
1. There Is No Time (Prelude) – 1:16
2. The Call – 2:05
3. Theme de Crabtree – 2:16
4. Road of the Lonely Ones – 3:38
5. Loose Goose – 2:21
6. Dirtknock – 2:14
7. Hopprock – 3:27
8. Riddim Chant – 1:58
9. Sound Ancestors – 2:50
10. One for Quartabê / Right Now – 2:42
11. Hang Out (Phone Off) – 2:15
12. Two for 2 – For Dilla – 2:51
13. Latino Negro – 3:36
14. The New Normal – 2:28
15. Chino – 1:57
16. Duumbiyay – 3:13